# Panegyrtes crinitus
Panegyrtes crinitus är en skalbaggsart som beskrevs av Maria Helena M. Galileo och Martins 1995. Panegyrtes crinitus ingår i släktet Panegyrtes och familjen långhorningar. Inga underarter finns listade i Catalogue of Life.